# مارغريت لاندون
مارغريت لاندون (بالإنجليزية: Margaret Landon)‏ (7 سبتمبر 1903، ويسكونسن في الولايات المتحدة - 4 ديسمبر 1993، الإسكندرية في الولايات المتحدة)؛ كاتِبة، مبشرة وروائية أمريكية.

## روابط خارجية
- مارغريت لاندون على موقع IMDb (الإنجليزية)
- مارغريت لاندون على موقع قاعدة بيانات برودواي على الإنترنت (الإنجليزية)
- مارغريت لاندون على موقع قاعدة بيانات الفيلم (الإنجليزية)